# ولسوالی گلدره
گُلدَره یکی از ولسوالی‌های ولایت کابل در خاور افغانستان است با جمعیتی نزدیک به ۲۵٬۲۱۳ نفر. مرکز این ولسوالی گلدره است که در بخش شمال شرقی آن قرار دارد. این ولسوالی خود از ۴۵ روستا تشکیل شده‌است.
بر اساس آمار تخمینی برنامه عمران ملل متحد در سال ۲۰۰۶، این ولسوالی ۲۵٬۲۱۳ نفر جمعیت دارد که حدود ۷۰٪ آن‌ها تاجیک و ۳۰٪ پشتون هستند. آمار ۲۵٬۲۱۳ نفر بدون در نظر داشت مردمانی که سالیان قدیم از این ولسوالی به مناطق مرکزی افغانستان به‌ویژه دایکندی مهاجرت کرده‌اند می‌باشد.
مردم ولسوالی گلدره با نزدیکی که به شهر کابل دارند بیشتر مواد مورد نیاز را از شهر خریداری می‌کنند اما بازارهای کوچک که مواد اولیه را ارائه می‌کنند نیز در این ولسوالی وجود دارد.
مردم بومی این ولسوالی تاجک‌ها اند و عرب‌ها، خواجه‌ها، سادات و پشتون‌ها نیز در رده‌های پاین در این ولسوالی زندگی می‌کنند. مردم این ولسوالی همه مسلمان و پیروی اهل سنت اند. نزدیک به ۹۵ درصد مردم ولسوالی گلدره به زبان فارسی در شش لهجه متفاوت تکلم می‌کنند و باقی پشتو حرف می‌زنند. بیشتر مردم این ولسوالی مشغول کارهای خصوصی و دولت در شهر کابل اند و متباقی مشغول باغداری و کشاورزی.

## جغرافیا
گلدره یکی از ولسوالی‌های پانزده‌گانه ولایت کابل است که در شمال غرب شهر در منطقه‌ای به نام کوهدامن کابل موقعیت دارد.
موقعیت جغرافیایی:
- غرب: ولایت پروان
- شمال: ولسوالی فرزه
- شرق: ولسوالی‌های قرغه، کلکان و میر بچه‌کوت
- جنوب: ولسوالی شکردره

این ولسوالی بیشتر توسط کوه‌های بلند و برفی احاطه شده و یکی از مناطق سرسبز ولایت کابل به‌شمار می‌رود.
ولسوالی گلدره دارای یک دریا (رود) نسبتاً بزرگ و سه دریاچه است که در هفت ماه آب کافی داشته و در ماه‌های تابستان تنها برای کشاورزی و باغداری این منطقه کفایت می‌کند.
هوای ولسوالی گلدره در شب‌های تابستان مرطوب بین ۲۰ تا ۲۵ و در روزها تا ۳۵ درجه سانتی‌گراد می‌رسد و در زمستان برفی و خنگ تا منفی ۱۸ و بیشتر ثبت شده‌است.
نام‌های روستاهای این ولسوالی: ده نو، یکه توت، بیدک، تولاد، ده میانه، ده عرب‌ها، گد دره، میر خیل، قول کلان، شکر خیل، باغ وفا، ده بالا، شامیر، سنگ شانده، قول نعمت، دره، قلعه فرمان از مناطق مشهور این ولسوالی اند.

## تاریخچه
تا پیش از روی کار آمدن دولت برهان‌الدین ربانی، گُلدَره بخشی از ولسوالی شکردره بود. در جریان جنگ‌های داخلی تقریباً کل این ولسوالی تخریب شد و روستاهای اصلی آن که در نزدیکی جاده اصلی کابل قرار دارند، ویران گشتند. به دلیل کوهستانی بودن منطقه، روستاهای آن پراکنده‌اند.

## امکانات و چالش‌ها
در ولسوالی گلدره بیش از ۱۲ مکتب لیسه و ابتدایی دخترانه و پسرانه وجود دارد و بیش از ۹۵ درصد کودکان و نوجوانان مشغول آموزش و پرورش در این ولسوالی اند.
در این ولسوالی دانشگاه و موسسات نیمه عالی وجود ندارد و بیشتر جوانان با ختم دروس مکاتب به دلیل دور بودن دانشگاه‌ها با چالش کلان مواجه می‌شوند به ویژه ۹۹ درصد دختران پس از ختم صنوف دوازدهم مکتب نمی‌توانند به آموزش‌های عالی دست یابند.
با وجود مشکلات گذشته، از سال ۲۰۰۱ به بعد پیشرفت‌های قابل توجهی در این ولسوالی، به ویژه در حوزه زیرساخت‌ها و امکانات اولیه، صورت گرفته‌است.  تولیدات کشاورزی و دامداری در گُلدَره به دلیل کمبود نظام مکانیزاسیون کشاورزی، کمبود آب کشاورزی و شیوع بیماری‌های گیاهی و حیوانی پایین است. تخریب یا فقدان جاده‌ها باعث ایجاد مشکلات حمل و نقل و افزایش قیمت مواد غذایی و سایر اقلام مورد نیاز شده‌است. تعداد مدارس موجود کافی نیست، فاصله بین مدارس و خانه دانش‌آموزان زیاد است و مدارس ساختمان ندارند، به همین دلیل دانش‌آموزان در فضای باز تحصیل می‌کنند که گاهی برای آن‌ها ایجاد بیماری می‌کند. نرخ بیکاری بالا است و تعداد زیادی از ساکنان برای یافتن کار به کشورهای همسایه مهاجرت می‌کنند یا در داخل کشور به مواد مخدر روی می‌آورند. کمبود نیروهای پلیس، ارتش ملی و پرسنل باتجربه در بخش‌های امنیتی باعث افزایش بی‌ثباتی و ناامنی شده‌است.
در ولسوالی گلدره دو مرکز بهداشتی موقعیت دارد که خدمات ابتدایی را ارایه می‌کنند و بیماران عاجل و نسایی ولادی باید حدود سی کیلومتر را طی کنند تا به مراکز معیاری برسند.
کمک جهانی از سال ۲۰۰۰ تا ۲۰۲۰ در این ولسوالی باعث قیراندازی جاده ولسوالی گلدره تا ده بالا، حفر چاه‌های آب آشامیدنی، ساخت آب روهای زراعتی و ساخت مکاتب شده است.

## دیدنی‌ها
ولسوالی گلدره یکی از ساحات سبز و دست‌نخورده در کابل بوده و در فصل‌های گرم هزاران تن از کابل و ساحات دیگر به این ولسوالی سفر می‌کنند.
آرامگاه بابا ملنگ در یکی از دامنه‌های کوه در این ولسوالی قرار گرفته‌است که سالانه صدها تن از مریدان این فرد از بخش‌های افغانستان به زیارت می‌آیند.
بیشتر مردم ولسوالی گلدره مشغول پرورش میوه‌های سردسیر مانند، انواع سیب، ناک، آلو، گیلاس (شالو) توت، چهارمغز، انگور، آلوبالو، بادام، سنجد، زردآلو، آلوچه، شلیل و خرم آلو اند. پرورش باغ‌ها در این ولسوالی کاملاً سنتی و در بیشتر حالات غیر معیاری اند. پرورش کچالو، گندم، لوبیا، رومی (سیب زمینی)، ماش، مشنگ و انواع سبزیجاد به رقم پاین و سنتی نیز در این ولسوالی کشت می‌شود.